# Stefan Wierkiewicz
Stefan Wierkiewicz (ur. 20 stycznia 1915 w Wilhelmsburgu, zm. 5 kwietnia 1987) – polski lekkoatleta, specjalizujący się w biegach długodystansowych.

## Osiągnięcia
- Mistrzostwa Polski seniorów w lekkoatletyce (2 medale)[2]
  - Poznań 1946 – srebrny medal w biegu przełajowym na 6 km
  - Katowice 1947 – srebrny medal w biegu na 5000 m